# Ivan Exner
Ivan Exner (* 6. února 1960, Pardubice) je český grafik, malíř, kurátor, typograf.

## Život
V letech 1975–1979 studoval na Střední průmyslové škole grafické v Praze, mezi roky 1980 a 1986 na pražské Akademii výtvarných umění v atelieru Františka Jiroudka.
Roku 1987 odešel do Vysokých Tater, kde v samotě maloval; léta 1989 se stal zakládajícím členem skupiny Tunel. Počínaje 1992 je členem SVU Mánes, od roku 2015 jeho předsedou.
Kromě volné malířské tvorby se věnuje i typografii.

## Samostatné výstavy
1987
- Přelouč (s Evou Chmelovou)

1987
- Praha (se Stefanem Milkovem)
- Klatovy, Galerie U bílého jednorožce

1991
- Tokio, Gallery Asteion

1992
- Kotka, Galery Uusikuva

1993
- Karlsruhe, Galerie Heartware

1994
- Praha, Nová síň

2021
- Praha, Letohrádek královny Anny (Beleveder)
- Poděbrady, Galerie Ludvíka Kuby Poděbrady[3]

## Skupinové výstavy
1985
- Kóbe, Mezinárodní studentská výstava

1988
- Polička, 41. Východočeský salón

1989
- Praha, Vinohradská tržnice, Otevřený dialog

1990
- Brno, Galerie Port art
- New Jersey, Linhartova nadace

1991
- Praha, Malostranská beseda, Současná česká kresba

1992
- Karlsruhe, TUNEL

1993
- Kutná Hora, Galerie Kašpar
- Brusel, Salles culturelles du Brabant